# Jean Dreux
Pour les articles homonymes, voir Dreux (homonymie).
Jean Dreux est un céiste français de slalom. 
Aux Championnats du monde 1951 à Steyr, il est médaillé d'or en canoë biplace (C2) par équipe.